# NHK Trophy de 2003
NHK Trophy de 2003 foi a vigésima quarta edição do NHK Trophy, um evento anual de patinação artística no gelo organizado pela Federação Japonesa de Patinação (em japonês:  日本スケート連盟), e que fez parte do Grand Prix de 2003–04. A competição foi disputada entre os dias 26 de novembro e 30 de novembro, na cidade de Asahikawa, Japão.

## Eventos
- Individual masculino
- Individual feminino
- Duplas
- Dança no gelo

## Medalhistas
| Evento                        | Ouro                                       | Prata                                         | Bronze                                     |
| Individual masculino detalhes | Jeffrey Buttle · Canadá                    | Timothy Goebel · Estados Unidos               | Gao Song · China                           |
| Individual feminino detalhes  | Fumie Suguri · Japão                       | Elena Liashenko · Ucrânia                     | Yoshie Onda · Japão                        |
| Duplas detalhes               | Maria Petrova · Alexei Tikhonov · Rússia   | Anabelle Langlois · Patrice Archetto · Canadá | Dorota Zagorska · Mariusz Siudek · Polônia |
| Dança no gelo detalhes        | Albena Denkova · Maxim Staviski · Bulgária | Elena Grushina · Ruslan Goncharov · Ucrânia   | Galit Chait · Sergei Sakhnovski · Israel   |

## Resultados

### Individual masculino
| Pos.              | Nome             | Nacionalidade  | Pontos | PC         | PL         |
| ----------------- | ---------------- | -------------- | ------ | ---------- | ---------- |
| Medalha de ouro   | Jeffrey Buttle   | Canadá         | 211.00 | 71.70 (2)  | 139.30 (1) |
| Medalha de prata  | Timothy Goebel   | Estados Unidos | 205.51 | 73.65 (1)  | 131.86 (2) |
| Medalha de bronze | Gao Song         | China          | 192.89 | 64.29 (5)  | 128.60 (3) |
| 4                 | Brian Joubert    | França         | 191.16 | 64.80 (4)  | 126.36 (5) |
| 5                 | Alexander Abt    | Rússia         | 188.86 | 67.46 (3)  | 121.40 (7) |
| 6                 | Ben Ferreira     | Canadá         | 188.83 | 62.15 (7)  | 126.68 (4) |
| 7                 | Gheorge Chiper   | Romênia        | 186.09 | 60.55 (10) | 125.54 (6) |
| 8                 | Li Yunfei        | China          | 181.19 | 63.97 (6)  | 117.22 (8) |
| 9                 | Matthew Savoie   | Estados Unidos | 179.02 | 62.02 (8)  | 117.00 (9) |
| 10                | Yamato Tamura    | Japão          | 149.74 | 53.95 (11) | 95.79 (10) |
| 11                | Kensuke Nakaniwa | Japão          | 145.29 | 61.85 (9)  | 83.44 (11) |

### Individual feminino
| Pos.              | Nome               | Nacionalidade  | Pontos | PC         | PL         |
| ----------------- | ------------------ | -------------- | ------ | ---------- | ---------- |
| Medalha de ouro   | Fumie Suguri       | Japão          | 165.52 | 57.94 (2)  | 107.58 (1) |
| Medalha de prata  | Elena Liashenko    | Ucrânia        | 163.14 | 58.20 (1)  | 104.94 (2) |
| Medalha de bronze | Yoshie Onda        | Japão          | 154.42 | 56.38 (3)  | 98.04 (3)  |
| 4                 | Susanna Pöykiö     | Finlândia      | 147.04 | 50.08 (6)  | 96.96 (4)  |
| 5                 | Jennifer Kirk      | Estados Unidos | 140.08 | 51.36 (5)  | 88.72 (5)  |
| 6                 | Yukina Ota         | Japão          | 133.79 | 47.72 (7)  | 86.07 (6)  |
| 7                 | Diána Póth         | Hungria        | 130.37 | 52.24 (4)  | 78.13 (10) |
| 8                 | Anne-Sophie Calvez | França         | 125.19 | 41.80 (9)  | 83.39 (7)  |
| 9                 | Fang Dan           | China          | 123.74 | 42.00 (8)  | 81.74 (9)  |
| 10                | Michelle Currie    | Canadá         | 123.70 | 41.06 (10) | 82.64 (8)  |

### Duplas
| Pos.              | Nome                                     | Nacionalidade  | Pontos | PC         | PL         |
| ----------------- | ---------------------------------------- | -------------- | ------ | ---------- | ---------- |
| Medalha de ouro   | Maria Petrova / Alexei Tikhonov          | Rússia         | 181.96 | 63.24 (1)  | 118.72 (1) |
| Medalha de prata  | Anabelle Langlois / Patrice Archetto     | Canadá         | 169.06 | 55.62 (4)  | 113.44 (2) |
| Medalha de bronze | Dorota Zagorska / Mariusz Siudek         | Polônia        | 164.04 | 57.68 (2)  | 106.36 (3) |
| 4                 | Rena Inoue / John Baldwin, Jr.           | Estados Unidos | 158.88 | 57.28 (3)  | 101.60 (4) |
| 5                 | Utako Wakamatsu / Jean-Sébastien Fecteau | Canadá         | 141.46 | 51.00 (5)  | 90.46 (5)  |
| 6                 | Tatiana Volosozhar / Petr Kharchenko     | Ucrânia        | 129.31 | 44.68 (6)  | 84.63 (7)  |
| 7                 | Ding Yang / Ren Zongfei                  | China          | 127.44 | 41.72 (8)  | 85.72 (6)  |
| 8                 | Milica Brozovic / Vladimir Futas         | Eslováquia     | 119.76 | 42.16 (7)  | 77.60 (8)  |
| 9                 | Julia Beloglazova / Andrei Bekh          | Ucrânia        | 114.78 | 39.88 (9)  | 74.90 (9)  |
| 10                | Marina Aganina / Artem Knyazev           | Uzbequistão    | 105.04 | 37.76 (10) | 67.28 (10) |

### Dança no gelo
| Pos.              | Nome                                     | Nacionalidade  | Pontos | DC         | DO         | DL         |
| ----------------- | ---------------------------------------- | -------------- | ------ | ---------- | ---------- | ---------- |
| Medalha de ouro   | Albena Denkova / Maxim Staviski          | Bulgária       | 207.51 | 39.59 (1)  | 60.63 (2)  | 107.29 (1) |
| Medalha de prata  | Elena Grushina / Ruslan Goncharov        | Ucrânia        | 205.73 | 37.93 (2)  | 61.24 (1)  | 106.56 (2) |
| Medalha de bronze | Galit Chait / Sergei Sakhnovski          | Israel         | 194.08 | 35.69 (4)  | 54.90 (4)  | 103.49 (3) |
| 4                 | Kati Winkler / René Lohse                | Alemanha       | 193.01 | 37.18 (3)  | 60.32 (3)  | 95.51 (4)  |
| 5                 | Megan Wing / Aaron Lowe                  | Canadá         | 167.44 | 32.18 (5)  | 48.82 (5)  | 86.44 (5)  |
| 6                 | Jana Khokhlova / Sergei Novitski         | Rússia         | 148.53 | 28.42 (6)  | 37.20 (8)  | 82.91 (6)  |
| 7                 | Loren Galler-Rabinowitz / David Mitchell | Estados Unidos | 145.04 | 27.04 (7)  | 44.24 (6)  | 73.76 (7)  |
| 8                 | Nozomi Watanabe / Akiyuki Kido           | Japão          | 141.98 | 27.03 (8)  | 42.89 (7)  | 72.06 (8)  |
| 9                 | Julia Golovina / Oleg Voiko              | Ucrânia        | 129.83 | 24.13 (11) | 36.67 (10) | 69.03 (9)  |
| 10                | Nakako Tsuzuki / Kenji Miyamoto          | Japão          | 127.86 | 25.89 (10) | 33.71 (11) | 68.26 (10) |
| 11                | Yang Fang / Gao Chongbo                  | China          | 127.00 | 26.05 (9)  | 37.09 (9)  | 63.86 (11) |
| 12                | Jessica Huot / Juha Valkama              | Finlândia      | 114.25 | 23.92 (12) | 31.32 (12) | 59.01 (12) |

## Quadro de medalhas
| Ordem | País           | Medalha de ouro | Medalha de prata | Medalha de bronze |    | Ordem por total |
| ----- | -------------- | --------------- | ---------------- | ----------------- | -- | --------------- |
| 1     | Canadá         | 1               | 1                |                   | 2  | 1               |
| 2     | Japão          | 1               |                  | 1                 | 2  | 1               |
| 3     | Bulgária       | 1               |                  |                   | 1  | 4               |
| 3     | Rússia         | 1               |                  |                   | 1  | 4               |
| 5     | Ucrânia        |                 | 2                |                   | 2  | 1               |
| 6     | Estados Unidos |                 | 1                |                   | 1  | 4               |
| 7     | China          |                 |                  | 1                 | 1  | 4               |
| 7     | Israel         |                 |                  | 1                 | 1  | 4               |
| 7     | Polônia        |                 |                  | 1                 | 1  | 4               |
| TOTAL | TOTAL          | 4               | 4                | 4                 | 12 | —               |